# Dazhou
Dazhou (cinese: 达州; pinyin: Dázhōu) è una città-prefettura della Cina nella provincia del Sichuan, confinante a nord con Shaanxi mentre a est e sud con Chongqing. Con il censimento del 2010, Dazhou ospitava 5,468.097 abitanti, di cui 1,589.435 vivevano nell'area metropolitana composta da 2 distretti urbani.